# The Marriage Ring
Pour plus de détails, voir Fiche technique et Distribution.
The Marriage Ring est un film muet américain réalisé par Fred Niblo et sorti en 1918.

## Synopsis
Anne Mertons est l'épouse malheureuse de Hugo Mertons, une brute sans scrupules. Après une dispute avec un de ses associés, Hugo est abattu et pensant qu'il est mort, Anne s'enfuit à Hawaï, où elle fait la connaissance de Rodney Heathe. Elle finit par tomber amoureuse de lui et apprend qu'il possède une importante plantation de canne à sucre. Un jour, Hugo retrouve la trace de sa femme et l'oblige à vivre comme sa prisonnière dans une cabane. Elle apprend alors qu'il souhaite incendier la plantation de Rodney et parvient à s'échapper pour prévenir le funeste projet. Hugo est brûlé vif en tentant de s'échapper et Anne est maintenant libre d'épouser Rodney.

## Fiche technique
- Titre : The Marriage Ring
- Réalisation : Fred Niblo
- Scénario : R. Cecil Smith, d'après une nouvelle de John Lynch
- Chef opérateur : John Stumar
- Direction artistique : G. Harold Percival
- Supervision : Thomas H. Ince
- Distribution : Paramount Pictures
- Genre : Film dramatique
- Date de sortie : 
  - États-Unis : 26 août 1918

## Distribution
- Enid Bennett : Anne Mertons
- Jack Holt : Rodney Heathe
- Robert McKim : Hugo Mertons
- Maude George : Aho
- Charles K. French : Koske
- Lydia Knott : Mme Heathe
- John Cossar : James Ward